# Proasellus ambracicus
Proasellus ambracicus är en kräftdjursart som beskrevs av Giuseppe L. Pesce och Roberto Argano 1980. Proasellus ambracicus ingår i släktet Proasellus och familjen sötvattensgråsuggor. Inga underarter finns listade i Catalogue of Life.